# Сіріль Роз
Сіріль Роз (фр. Cyrille Rose; 13 лютого 1830, Лестрам, департамент Па-де-Кале — 1902 або 1903) — французький кларнетист і музичний педагог.

## Біографія
Закінчив Паризьку консерваторію в 1847 році, учень Гіацинта Клозе. Порівняно мало концертував як соліст (відомо лише його турне по Німеччині в 1852 році), проте був одним з найавторитетніших оркестрових виконавців Франції, солістом оркестру Паризької опери (1857—1891) і одночасно концертного товариства Паризької консерваторії (1857—1871); вважається, що з Розом консультувалися при написанні кларнетний партій Шарль Гуно і Жуль Массне.
У 1876–1900 рр. Сіріль Роз був професором Паризької консерваторії. Серед його учнів — провідні французькі виконавці: Луї Каюзак, Поль Жанжан, Проспер Мімар. Свої сольні п'єси, написані для випусків Паризької консерваторії, присвятили Розу Шарль Марі Відор, Август Холмс і Жорж Марті. Роз опублікував дві збірки етюдів: 32 етюди, що представляють собою аранжування збірки етюдів для гобоя Франца Вільгельма Ферлінга, і 40 етюдів, повністю оригінальних.